# Lepidoliet
Het mineraal lepidoliet is een kalium-lithium-aluminium-fluor-fyllosilicaat, een verbinding van vier fyllosilicaationen met kalium, lithium, aluminium en een hydroxylgroep gebonden aan fluor met molecuulformule KLi2AlSi4O10F(OH). Het kan sporen rubidium bevatten. De naam is afgeleid van Oudgriekse λεπίς, lepis, dat schub betekent en van λίθος, lithos dat steen betekent. Het is opaak, het heeft geen duidelijke kleur of is wit, geel of ongeveer roze en het heeft een witte streepkleur. Het is gevoelig voor zuur en warm water en verliest daardoor zijn kleur. Het heeft een monoklien kristalstelsel en een goede splijting, de massadichtheid is 2,84 kg/l en de hardheid is 2,5 tot 3. Lepidoliet komt vooral in pegmatieten voor met veel lithium. 